# Добрянський Андрій Агатонович
Андрій Всеволод Добрянський (англ. Andrij Vsevolod Dobriansky; 2 вересня 1930 — 1 лютого 2012) — українсько-американський оперний співак. Протягом 30 років заспівав більше 60 партій у більш ніж 900 виставах Метрополітен-опера. Як переміщена особа у післявоєнній Німеччині, він отримав стипендію для вивчення хімії в Емгерстському коледжі у США, але пізніше вирішив відмовитися від хімії і продовжив кар'єру в опері. Як бас-баритон, мав найдовшу кар'єру за будь-якого митця з України.

## Раннє життя
Андрій Добрянський народився 1930 року на околиці Львова, у міжвоєнний період правління у Галичині Польської Республіки. Його батько, Агатон Добрянський, був український офіцером і ветераном Легіону Українських січових стрільців і Української народної армії, а його мати, Теодора (уроджена Винницька де Чечіль), була скрипалькою у Львівському театрі опери та балету.

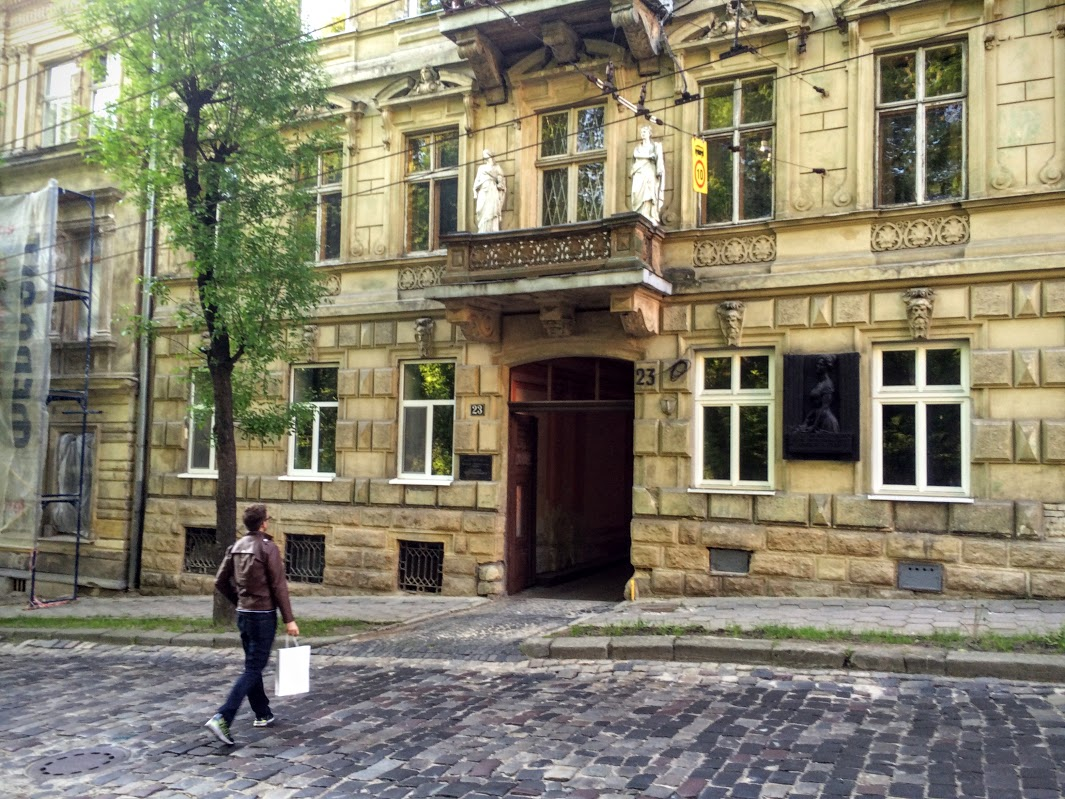
Будинок Соломії Крушельницької у Львові.

Після того, як його батьки розлучилися, мати переїхала з ним та його молодшою сестрою, Звениславою, жити в центрі міста в будинку Соломії Крушельницької, видатної співачки сопрано початку XX століття. Цей будинок був відомий як осередок інтелектуалів, де проводив час письменник і політичний діяч Іван Франко в останні роки свого життя. У цьому мистецькому середовищі молодий Добрянський познайомився з такими талановитими виконавцями як ліричний тенор Василь Тисяк, баритон Лев Рейнарович, і оперний бас Іван Рубчак.
Маючи дозвіл на проживання в Італії протягом 30 років, Соломія Крушельницька була в гостях у своєї сім'ї у Львові в серпні 1939 року, коли кілька тижнів потому нацистська Німеччина і Радянський Союз вступили в змову з метою завоювати Польщу і поділити її територію між ними. Міжнародна оперна зірка опинилася у пастці разом зі своїми мешканцями, оскільки німецька армія розпочала облогу Львова. Протягом десяти днів після того, як Добрянському виповнилося 9 років, бомбардувальники Люфтваффе сильно пошкодили Львівський залізничний вокзал у 2 кілометрах від будинку Крушельницької, а церква Святого Духа в одному кварталі від нього була повністю зруйнована. Після двох днів обстрілів міста, водопровід та газопостачання припинили роботу; через 6 днів, сталося відключення електрики. Польська оборона Львова від німецьких та радянських військ тривала 10 днів. Протягом 10 днів через німецькі танкові удари і кавалерійські рейди Червоної Армії понад 800 людей загинули за добу.
Протягом двох тижнів, Львів був переданий радянської окупації, яка швидко запровадила жорстокий режим репресій. Будинок Соломії Крушельницької і сім'ї Добрянських був вилучений новою владою, але так як населення міста майже подвоїлася з напливом біженців, більшість жителів дозволили залишитися в своїх житлових приміщеннях. Менше ніж через два роки німецька армія вторглася в Україну знову, і Львів потрапив під нацистську окупацію з липня 1941 року. Цього разу Вермахт перші два поверхи будинку, змусивши всіх мешканців або з'їжджати або жити разом на верхньому поверсі.
Андрієві, Звениславі та їхній матері вдалося залишатися разом протягом окупації до 1944 року, коли, за кілька місяців до окупації міста Радянською армією, 13-річного Андрія схопили під час облави (пол. Łapanka) і відправили поїздом на роботу остарбайтером до трудового табору в Німеччині. Там він згодом закінчив середню освіту в таборі для переміщених осіб у містечку Гайденау (Heidenau) у Нижній Саксонії, неподалік Гамбурґа. Після ухвалення США закону про переміщених осіб, який дозволяв переселення до США обмеженій кількості осіб, які перебували на територіях Німеччини, окупованих західними союзниками, Андрій отримав стипендію для навчання в Емгерст-коледжі. Він прибув до США в жовтні 1950 року на військово-транспортному кораблі США Генерал С. Д. Стерджес.

## Кар'єра
Андрій Добрянський дебютував 10 листопада 1964 року у ролі Джека Ренса у опері Пуччіні «Дівчина з Заходу» («La fanciulla del' West») у виставі оперного театру у Філадельфії.. У наступному році він був обраний з числа 1 300 співаків для навчання у «Програмі для молодих оперних співаків» при «Метрополітен-опера» разом із багатьма відомими, у подальшому, співаками — зокрема із тенором Енріко ді Джузепе. Під час навчання співак, разом із трупою театру, відвідав більше десятка міст США співаючи у різних операх. Протягом декількох років він часто бував  щорічно, деякі на заняття тільки на одну ніч.
Після закінчення «Програми» великий імпресаріо Сол Юрок запросив Добрянський 1970 року дебютувати у Метрополітен-опері знов таки у «Дівчині з Заходу» Дж. Пуччіні, але цього разу у партії Хепі. Його довга кар'єра в МЕТ включала прем'єру оперу Ф. Пуленка «Груди Терезія») (Les mamelles de Tirésias (1981), поновлення опери Верді «Сицилійська вечірня» (1974), світова прем'єра «Привиди Версаля» (1991), також постановки «Хованщина» (1985), «Арабелла» (1983), «Продана наречена (1978), «Джанні Скіккі» (1974), «Донька полку» (1972), «Вертер» (1971), і «Вільний стрілець» (1971). Він брав участь у багатьох трансляціх і телепередачах із Метрополітен-опера, багато з них нині архівовані різними, зокрема платними, платні ТБ-канали телеканалами. На честь 25 кар'єри у Метрополітен-опера було влаштовано великий Гала-концерт у Лінкольн-центрі.
Бас-баритон виступив під управлінням відомих диригентів, зокрема Леонарда Бернстайна, Джеймс Лівайн, Річарда Бонінга, Зубіна Мети, Карла Бема, Крістофа фон Донаньї, Рудольфа Кубеліка, Томаса Шипперса, Еріха Ляйнсдорфа, Джуліуса Руделя. Він був також Авторська пісня і виконавця ораторія соліст. Маючи виступав з багатьма симфонічними оркестрами і оперними театрами, Добрянського десятиліттями брав участь у Ньюпортському музичному фестивалі та  Беркширському оперному культурно-музичний фестиваль. Його універсальність як співака з великим сценічним обдаруванням також проявило себе його пізнішою діяльністюу якості імпресаріо та оперного режисера. Його останньою виставою, що відбулася 6 січня 1996 року, співак виконав роль Івана у оперети Штраусса «Кажан», поряд з будинок-ми проти … .
Один з провідних прихильників української музики в США, він послідовно виступав як виконавець творів українських композиторів.
У 1968 році він записав платівку [Архівовано 27 серпня 2016 у Wayback Machine.],яку склав популярний український музикант Богдан Веселовський, під назвою «Андрій Добрянський виконує піснямі Ж. Б. Веселовського». Протягом багатьох десятиліть, він виступив як соліст з Нью-Йоркського хору «думка» і став художній керівник і консультант багатьох українських музичних постановках, в тому числі і українських композиторів серії в ратушу та в Українському Інституті Америки. З 1980 року до його смерті Добрянський був богослужбовий кантор, а також директор хору Андрея Шептицього в Церкві святого Юра (Мангеттен) маленька Україна.
Портрет митця можна знайти у Галереї «Метрополітен-Опера» у Лінкольн-Центр виконавських мистецтв Нью-Йорку. Його спадщина українського богослужбового співу та громадська діяльність була задокументована коротко його дітей на ПБС серії босими ногами в Нью-Йорку.